# Szarypowo
Szarypowo (ros. Шарыпово) – miasto w azjatyckiej części Rosji, w Kraju Krasnojarskim, centrum administracyjne rejonu szarypowskiego.
Miasto położone jest nad brzegiem rzeki Bieriesz, dopływ Obu, 414 km od Krasnojarska.
Założone w 2 połowie XVIII wieku, od 1981 miasto, w latach 1985–1988 pod nazwą Czernienko (na cześć Konstatnina Czernienko, który urodził się nie w Szarypowie, ale w Nowosiołowie w 1911).